# 边上假脉蕨
边上假脉蕨（学名：Crepidomanes pinnatifidum），为膜蕨科假脈蕨属下的一个植物种。